# E-mail-levelezőlista
Az E-mail levelezőlista olyan interneten át elérhető szolgáltatás, mely révén egy csoport bármely tagja egy közös e-mail címen keresztül a csoport összes tagjának E-mail üzenetet küldhet.
Egy lista lehet zárt, vagy nyitott, attól függően, hogy egy érdeklődő engedély nélkül, vagy csak engedéllyel csatlakozhat-e a tagsághoz.
Az interneten több ingyenes levelezőlista szolgáltatás érhető el, amelyek reklámszöveget illesztenek minden továbbküldött üzenet aljára.

## Jellemzői
- Közös e-mail cím
- Adatbázis, mely legalább a csoporttagok e-mail címeit tartalmazza

Ezen túl a további kiegészítéseket tartalmazhatják:
- feliratkozási lehetőség
- adminisztrációs felület
- levél archívum
- időzített üzenetküldési lehetőség
- tagra vonatkozó szabályozási lehetőség

## Lásd még
- hírlevél
- phplist